# قایق توپ‌دار ساگا
قایق توپ‌دار ساگا (به انگلیسی: Japanese gunboat Saga) یک کشتی است که طول آن ۶۴ متر (۲۱۰ فوت) می‌باشد. این کشتی در سال ۱۹۱۲ ساخته شد.